# First Division 1999-2000 (Irlanda)
Fu la quindicesima stagione della League of Ireland First Division e vennero promosse le prime due squadre qualificate ovvero: il Bray Wanderers A.F.C., Longford Town F.C. e tramite play-off il Kilkenny City A.F.C..

## First Division
| Pos. | Squadra                  | Pt | G  | V  | N  | P  | GF | GS | DR  |
| ---- | ------------------------ | -- | -- | -- | -- | -- | -- | -- | --- |
| 1    | Bray Wanderers A.F.C.    | 72 | 36 | 21 | 9  | 6  | 69 | 38 | +31 |
| 2    | Longford Town F.C.       | 70 | 36 | 21 | 7  | 8  | 71 | 40 | +31 |
| 3    | Kilkenny City A.F.C.     | 67 | 36 | 20 | 7  | 9  | 65 | 34 | +31 |
| 4    | Dundalk F.C.             | 66 | 36 | 20 | 6  | 10 | 50 | 31 | +19 |
| 5    | Cobh Ramblers F.C.       | 52 | 36 | 15 | 7  | 14 | 50 | 57 | -7  |
| 6    | Athlone Town A.F.C.      | 38 | 36 | 8  | 14 | 14 | 31 | 42 | -11 |
| 7    | Home Farm Fingal F.C.    | 35 | 36 | 8  | 11 | 17 | 43 | 60 | -17 |
| 8    | Fingal-St. Francis F.C.* | 32 | 36 | 6  | 14 | 16 | 27 | 54 | -27 |
| 9    | Monaghan United F.C.     | 30 | 36 | 6  | 12 | 18 | 46 | 73 | -17 |
| 10   | Limerick F.C.            | 29 | 36 | 6  | 11 | 19 | 35 | 58 | -23 |

G = Partite giocate; V = Vittorie; N = Nulle/Pareggi; P = Perse; GF = Goal fatti; GS = Goal subiti; DR = Differenza reti;
'*'St Francis F.C. cambio nome in Fingal-St. Francis F.C. nella stagione successiva.